# Glenea pallidipes
Glenea pallidipes är en skalbaggsart som beskrevs av Maurice Pic 1926. Glenea pallidipes ingår i släktet Glenea och familjen långhorningar. Inga underarter finns listade i Catalogue of Life.